# Кадариф
Ал Кадариф (на арабски القضارف, правопис по Американската система BGN Al Qadarif) е една от 15-те провинции в Судан. Има площ от 75 263 км2, а населението ѝ е 2 208 400 души (по проекция от юли 2018 г.).

## Граници
Провинцията граничи с Етиопия на югоизток и с Еритрея на изток.

### Столица
Столицата на Ал Кадариф носи същото име като провинията – Ал Кадариф.